# Сцимнус желтолобый
Сцимнус желтолобый (лат. Scymnus frontalis) — это вид божьих коровок из подсемейства Scymninae.

## Описание
Жук длиной 2—3 мм. Эпиплевры и надкрылья чёрные, последние, на каждом из них, с двумя пятнами или с одним в передней половине.
Обитают, в том числе, в южной части Великобритании.